# يورن فيرمولين
يورن فيرمولين (16 أبريل 1987 في بلجيكا -) هو لاعب كرة قدم بلجيكي في مركز الدفاع. شارك مع منتخب بلجيكا تحت 17 سنة لكرة القدم ومنتخب بلجيكا تحت 19 سنة لكرة القدم ومنتخب بلجيكا تحت 21 سنة لكرة القدم. أما مع النوادي، فقد لعب مع آود هيفرلي لوفين ورويال أنتويرب وفاسلاند بيفيرين ونادي كلوب بروج وK.M.S.K. Deinze ‏.

## وصلات خارجية
- يورن فيرمولين على موقع الاتحاد البلجيكي (الإنجليزية)
- يورن فيرمولين على موقع قاعدة بيانات كرة القدم.إي يو (الإنجليزية)
- يورن فيرمولين على موقع Soccerway.com (الإنجليزية)